# Воздушно-десантная бригада «Фольгоре»
Воздушно-десантная бригада «Фольгоре» (итал. Brigata paracadutisti “Folgore”) — тактическое соединение сухопутных войск Италии.
Подразделения бригады расположены в регионах Тоскана, Венеция и Лацио. Управление бригады дислоцируется в городе Ливорно. Состав формирования идентичен альпийским бригадам СВ Италии.

## История
1 января 1963 года была официально сформирована воздушно-десантная бригада по решению генерала Джузеппе Алойи. Новосозданная воздушно-десантная бригада была передана в ведение Генерального штаба СВ (Stato maggiore dell'Esercito italiano).
В том же 1963 году I парашютная бригада была передана в подчинение VI армейского корпуса, управление которого было расположено в Болонье.
10 июня 1967 года бригаде было присвоено название Folgore, а с 1 июля следующего года цвет беретов стал амарантовым.
С декабря 1992 года она работала в Сомали до сентября 1993 года в миссии ВС Италии ITALFOR «Ibis», в рамках операции ООН «Восстановление надежды».
В 2006 против казармы Ваннуччи в Ливорно совершён террористический акт новыми красными бригадами, но самодельное взрывное устройство полностью не взорвалось. 
В 2011 году взрывное устройство группы анархистов ранило подполковника Алессандро Альбамонте, начальника штаба бригады.

## Состав

### 2021 год
- Управление бригады (Comando Brigata paracadutisti «Folgore») дислокация в Ливорно[4]
  - Подразделения управления (Reparto comando e supporti tattici «Folgore») дислокация в Ливорно[5]
    - Рота управления и материального обеспечения (Compagnia comando e supporti logistici «Camaleonti»)
    - Рота связи (Compagnia trasmissioni «Gufi»)
    - Секция персонала (Sezione maggiorità e personale)
    - Секция материального обеспечения (Sezione logistica)
    - Секция операций, обучения и информации (Sezione operazioni, addestramento e informazioni)
    - Многофункциональный учебный центр (Centro addestrativo multifunzione)
    - Отдел штаба (Reparto alla sede)
- 183-й парашютно-десантный полк «Нембо» (183º Reggimento paracadutisti «Nembo») дислокация в Пистоя[6]
  - Рота управления и материального обеспечения (Compagnia comando e supporto logistico «Orsi»)
  - 1-й парашютно-десантный батальон (1º Battaglione fanteria paracadutisti «Grizzano»)
    - 18-я парашютно-десантная рота (18ª Compagnia fucilieri paracadutisti «Leoni»)
    - 19-я парашютно-десантная рота (19ª Compagnia fucilieri paracadutisti «Linci»)
    - 20-я парашютно-десантная рота (20ª Compagnia fucilieri paracadutisti «Puma»)
    - 12-я рота десантного обеспечения (12ª Compagnia supporto alla manovra paracadutisti «Leopardi»)
- 186-й парашютно-десантный полк «Фольгоре» (186º Reggimento paracadutisti «Folgore») дислокация в Сиена[7]
  - Рота управления и материального обеспечения (Compagnia comando e supporto logistico «Sorci Verdi»)
  - 5-й парашютно-десантный батальон (5º Battaglione fanteria paracadutisti «El Alamein»)
    - 13-я парашютно-десантная рота (13ª Compagnia fucilieri paracadutisti «Condor»)
    - 14-я парашютно-десантная рота (14ª Compagnia fucilieri paracadutisti «Pantere Indomite»)
    - 15-я парашютно-десантная рота (15ª Compagnia fucilieri paracadutisti «Diavoli Neri»)
    - 11-я рота десантного обеспечения (11ª Compagnia supporto alla manovra paracadutisti «Peste»)
- 187-й парашютно-десантный полк «Фольгоре» (187º Reggimento paracadutisti «Folgore») дислокация в Ливорно[8]
  - Рота управления и материального обеспечения (Compagnia comando e supporto logistico «Aquile»)
  - 2-й парашютно-десантный батальон (2º Battaglione fanteria paracadutisti «Tarquinia»)
    - 4-я парашютно-десантная рота (4ª Compagnia fucilieri paracadutisti «Falchi»)
    - 5-я парашютно-десантная рота (5ª Compagnia fucilieri paracadutisti «Pipistrelli»)
    - 6-я парашютно-десантная рота (6ª Compagnia fucilieri paracadutisti «Grifi»)
    - 10-я рота десантного обеспечения (10ª Compagnia supporto alla manovra paracadutisti «Draghi»)
- 3-й разведывательный полк «Савойская кавалерия» (Reggimento «Savoia Cavalleria» (3°)) дислокация в Гроссето[9]
  - Рота управления и материального обеспечения (Squadrone Comando e Supporto Logistico)
  - 1-й разведывательный батальон (1º Gruppo Squadroni Esplorante)
    - 1-я разведывательная рота (1º Squadrone esplorante «Cap. Abba»)
    - 2-я разведывательная рота (2º Squadrone esplorante «Cap. Marchio»)
    - 3-я разведывательная рота (3º Squadrone esplorante «Cap. De Leone»)
    - Бронекавалерийская рота (Squadrone blindo pesanti)

- 185-й артиллерийский полк «Фольгоре» (185º Reggimento artiglieria paracadutisti «Folgore») дислокация в Браччано[10]
  - Батарея управления и материального обеспечения (Batteria comando e supporto logistico «Leoni»)
  - 1-й артиллерийский дивизион (1º Gruppo artiglieria paracadutisti «Viterbo»)
    - 1-я миномётная батарея (1ª Batteria paracadutisti Draghi)
    - 2-я миномётная батарея (2ª Batteria paracadutisti Aquile)
    - Батарея артиллерийской разведки (Batteria sorveglianza e supporto tecnico «Levrieri»)
- 8-й инженерно-сапёрный полк «Фольгоре» (8º Reggimento genio guastatori paracadutisti «Folgore»)) дислокация в Леньяго[11])
  - Рота управления и материального обеспечения (Compagnia comando e supporto logistico «Leoni»)
  - 8-й сапёрный батальон (8º Battaglione guastatori paracadutisti «Folgore»)
    - 21-я сапёрная рота (21ª Compagnia guastatori paracadutisti «Giaguari»)
    - 22-я сапёрная рота (22ª Compagnia guastatori paracadutisti «Angeli Neri»)
    - 23-я сапёрная рота (23ª Compagnia guastatori paracadutisti «Cinghiali»)
    - 24-я сапёрная рота (24ª Compagnia guastatori paracadutisti «Tigri»)
- Полк материально-технического обеспечения «Фольгоре» (Reggimento logistico «Folgore») дислокация в Пиза[12]
  - Рота управления и материального обеспечения (Compagnia comando e supporto logistico)
  - Батальон материально-технического обеспечения (Battaglione logistico)
    - Рота технического обслуживания (Compagnia mantenimento)
    - Транспортная рота (Compagnia trasporti)
    - Рота подвоза горюче-смазочных материалов (Compagnia rifornimento)
- Учебный центр парашютно-десантной подготовки (Centro addestramento paracadutismo) дислокация в Пиза[13]
  - Управление парашютно-десантной подготовки (Ufficio addestramento e lanci)
  - Управление кадров (Ufficio segreteria, personale e benessere)
  - Управление материального обеспечения (Ufficio logistico)
  - Административное управление (Ufficio amministrazione)
  - Отдел штаба (Reparto alla sede)
  - Рота обслуживания командования (Compagnia comando e servizi)
  - Учебный батальон (Battaglione addestrativo Poggio Rusco )
  - Батальон авиадиспетчеров (Battaglione aviorifornimenti)